# 9382 Mihonoseki
9382 Mihonoseki è un asteroide della fascia principale. Scoperto nel 1993, presenta un'orbita caratterizzata da un semiasse maggiore pari a 2,1624966 UA e da un'eccentricità di 0,1434583, inclinata di 3,75051° rispetto all'eclittica.